# Claude Fauquet
Pour les articles homonymes, voir Fauquet.
Claude Fauquet, né le 29 novembre 1946 à Baden-Baden, dans le Bade-Wurtemberg, est un professeur certifié d'Éducation physique et sportive, devenu conseiller technique et pédagogique supérieur du ministère des Sports ; il a été cadre technique de la Fédération française de natation, puis devenu en 1995 directeur de l'équipe de France de natation et en 2001 directeur technique national ; il est directeur général adjoint de l'INSEP, chargé de la coordination des politiques sportives et a la responsabilité de l'accompagnement des équipes nationales pour les Jeux olympiques d'été de 2012.

## Directeur technique national de l'équipe de France de natation
Après les Jeux olympiques d'été de 1996 à Atlanta, où la France ne gagne aucune médaille en natation, il décide de réorganiser la filière française, en rompant avec une culture de l'exception et en étant plus exigeant sur les résultats au long terme pour créer une filière d'excellence. Il oblige les nageurs souhaitant participer à une compétition internationale à gagner d'abord un titre national, ce qui le rend très impopulaire. Mais cette rigueur se révèle payante en 1998, aux Championnats du monde de Perth, quand Roxana Maracineanu emporte la médaille d'or sur le 200 mètres dos, puis emporte la médaille d'argent aux Jeux de Sydney dans la même discipline,.
Le succès de cette rigueur se manifeste surtout à partir des Jeux Olympiques d'Athènes, avec le triomphe de Laure Manaudou : trois médailles olympiques (médailles d'or sur 400 m nage libre, d'argent sur 800 m nage libre et de bronze sur 100 m dos) et se confirme aux Jeux de Pékin, notamment avec le succès d'Alain Bernard.

## Succession et carrière à l'INSEP
Christian Donzé lui succède en tant que Directeur technique national quand il rejoint en 2008 l'Institut national du sport, de l'expertise et de la performance en tant que directeur de la coordination des politiques sportives et directeur général adjoint. Le succès de la méthode initiée par Claude Fauquet est tel que depuis l'an 2000 la France a gagné autant de médailles en natation qu'entre 1896 et 2000.

## Décorations
- Officier de la Légion d'honneur (décret du 31 décembre 2022), Chevalier (29 mars 2013)[7]